# Ruth Westheimer
Karola Ruth Siegel (n. 4 iunie 1928, Wiesenfeld⁠(d), Karlstadt⁠(d), Germania – d. 12 iulie 2024, New York City, New York, SUA) a fost un terapeut sexual germano-american.